# Mystetskyi Arsenal
Le complexe muséal national d'art et de culture de Mystetskyi Arsenal, également connu sous le nom de Mystetskyi Arsenal (ukrainien : Мистецький арсенал), est un musée et un complexe d'expositions d'art situé à Kiev, en Ukraine.
La surface d'exposition totale est de 60 000 m2, l'une des plus grandes d'Europe. L'institution se donne pour mission de moderniser la société ukrainienne en la sensibilisant aux problèmes sociaux, en favorisant la communication avec la communauté internationale et en présentant au monde des artistes locaux et internationaux importants.
Le complexe a accueilli 173 550 visiteurs en 2018. Le site abrite également la plus grande foire annuelle du livre d'Ukraine, drainant 50 000 visiteurs.

## Histoire
Ce complexe artistique est situé dans un bâtiment édifié en 1798 par l'architecte d'origine allemande Karl Johann Shpekle et conçu à l'origine comme un atelier de fabrication, réparation et stockage de munitions et de canons.

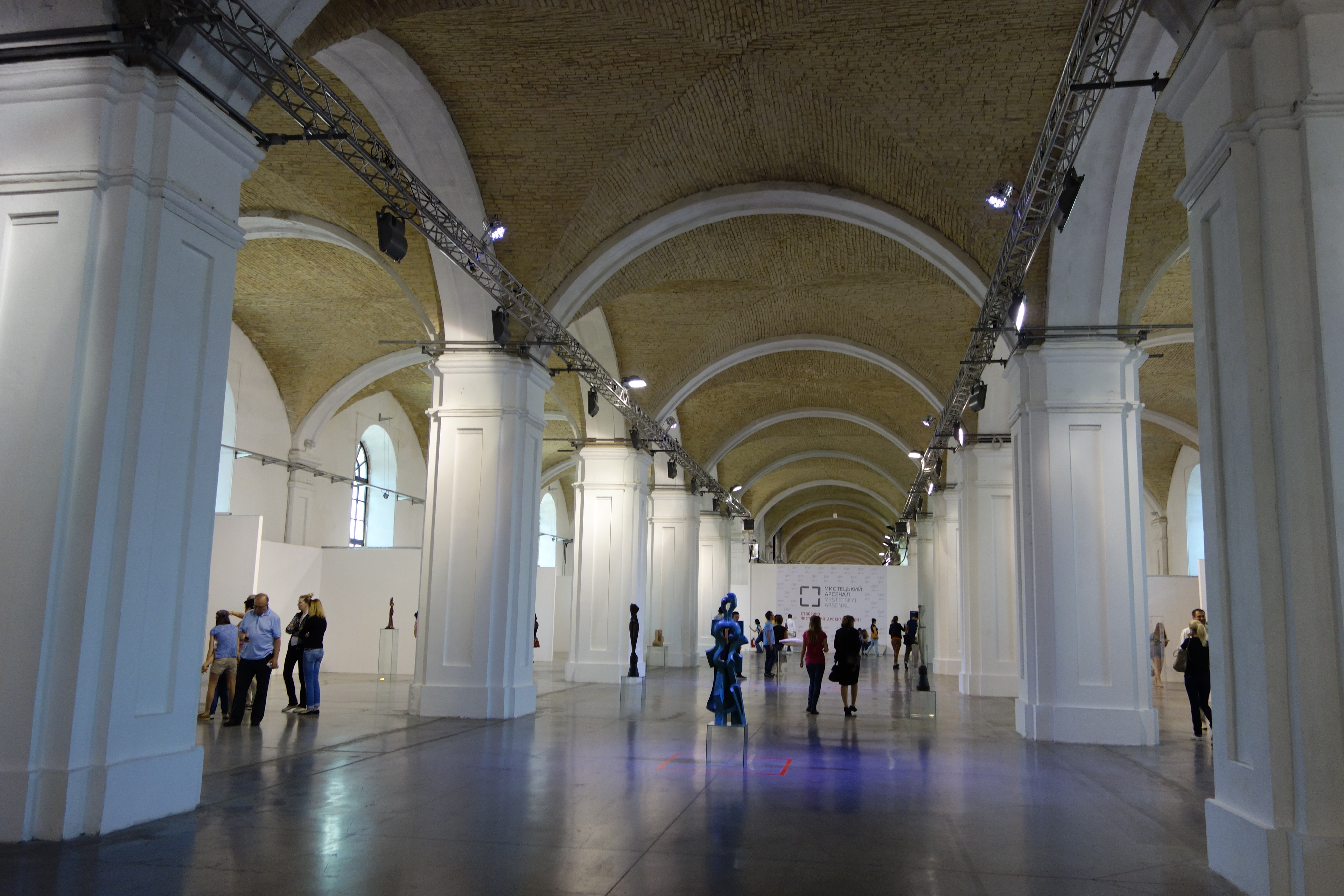
L'une des galeries du Mystetskyi Arsenal.

Le bâtiment de l'Arsenal fut le premier bâtiment de Kiev réalisé dans le style du classicisme. Il est construit en briques jaunes de Kiev : en raison des propriétés de l'argile locale, la brique locale a acquis une teinte jaune-ambre.
Le complexe muséal national d'art et de culture de Mystetskyi Arsenal a été créé à l'initiative du président ukrainien Viktor Iouchtchenko en vertu décret du gouvernement ukrainien no 49 du 3 mars 2005.

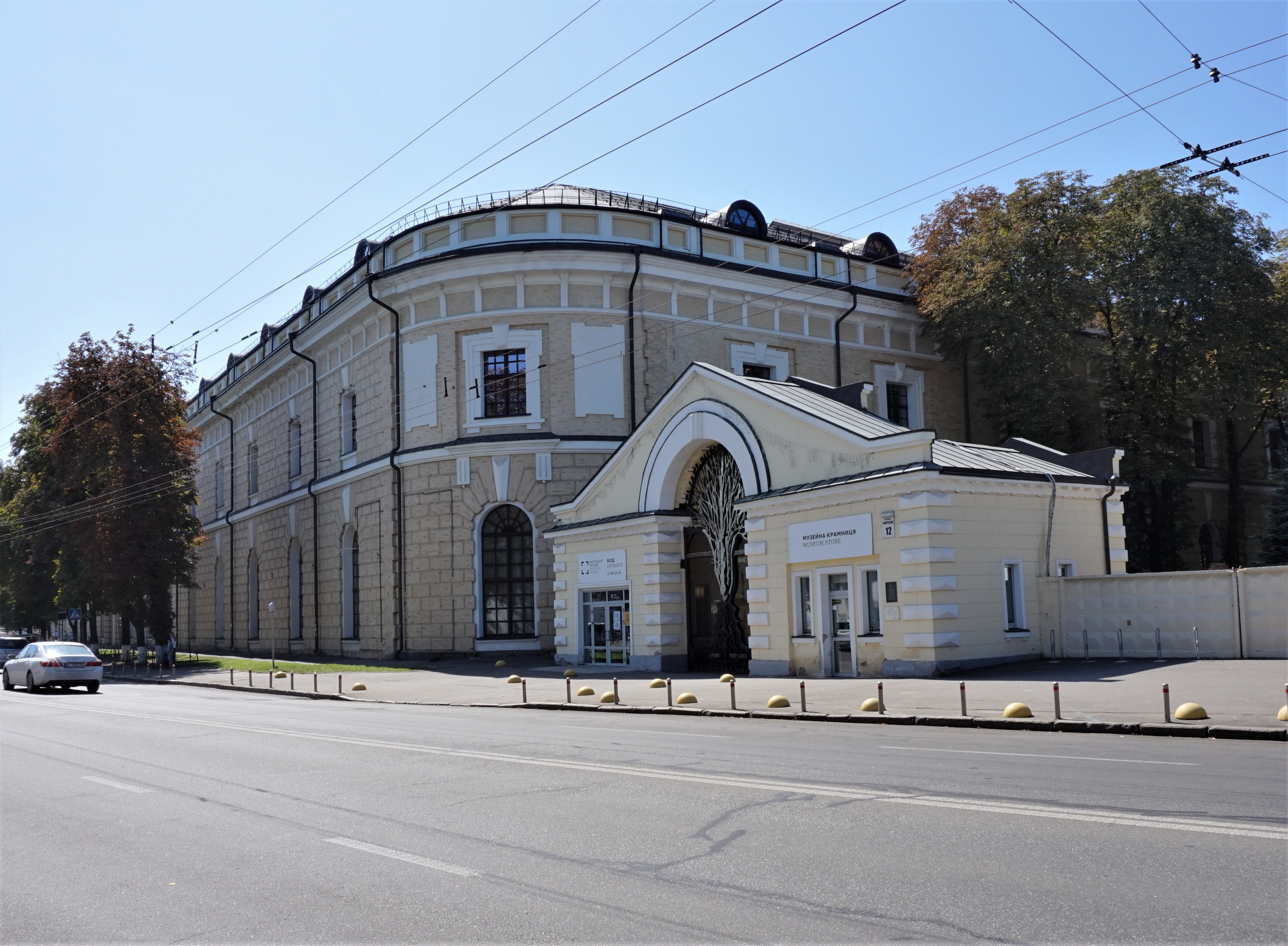
Le bâtiment du Mystetskyi Arsenal.

En 2010, l'ensemble du complexe a obtenu le statut de monument national et les travaux de conservation se poursuivent tandis que l'installation reste ouverte au public.

## Événementiel

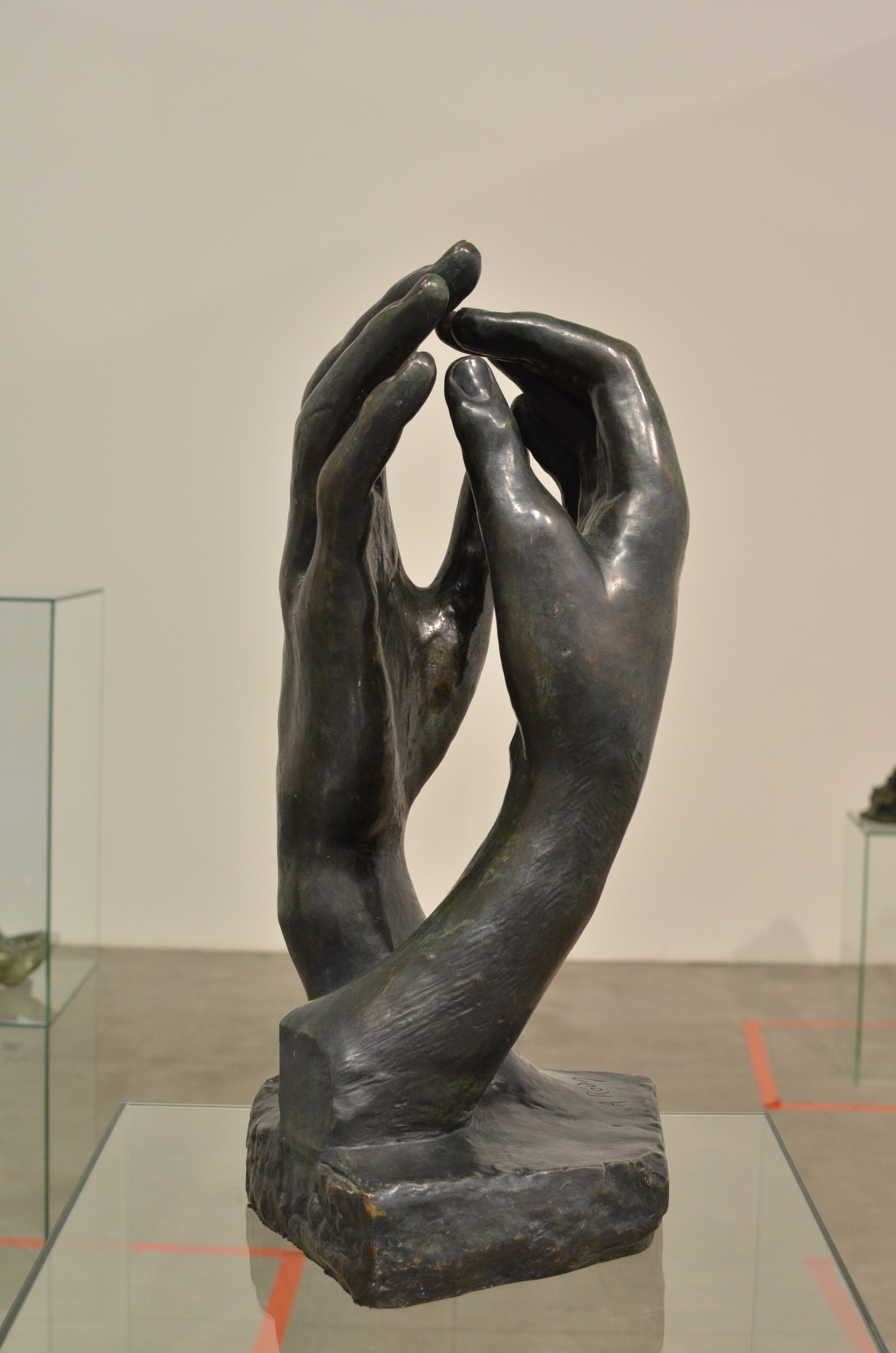
Lors de Cent chefs-d’œuvre de la sculpture.
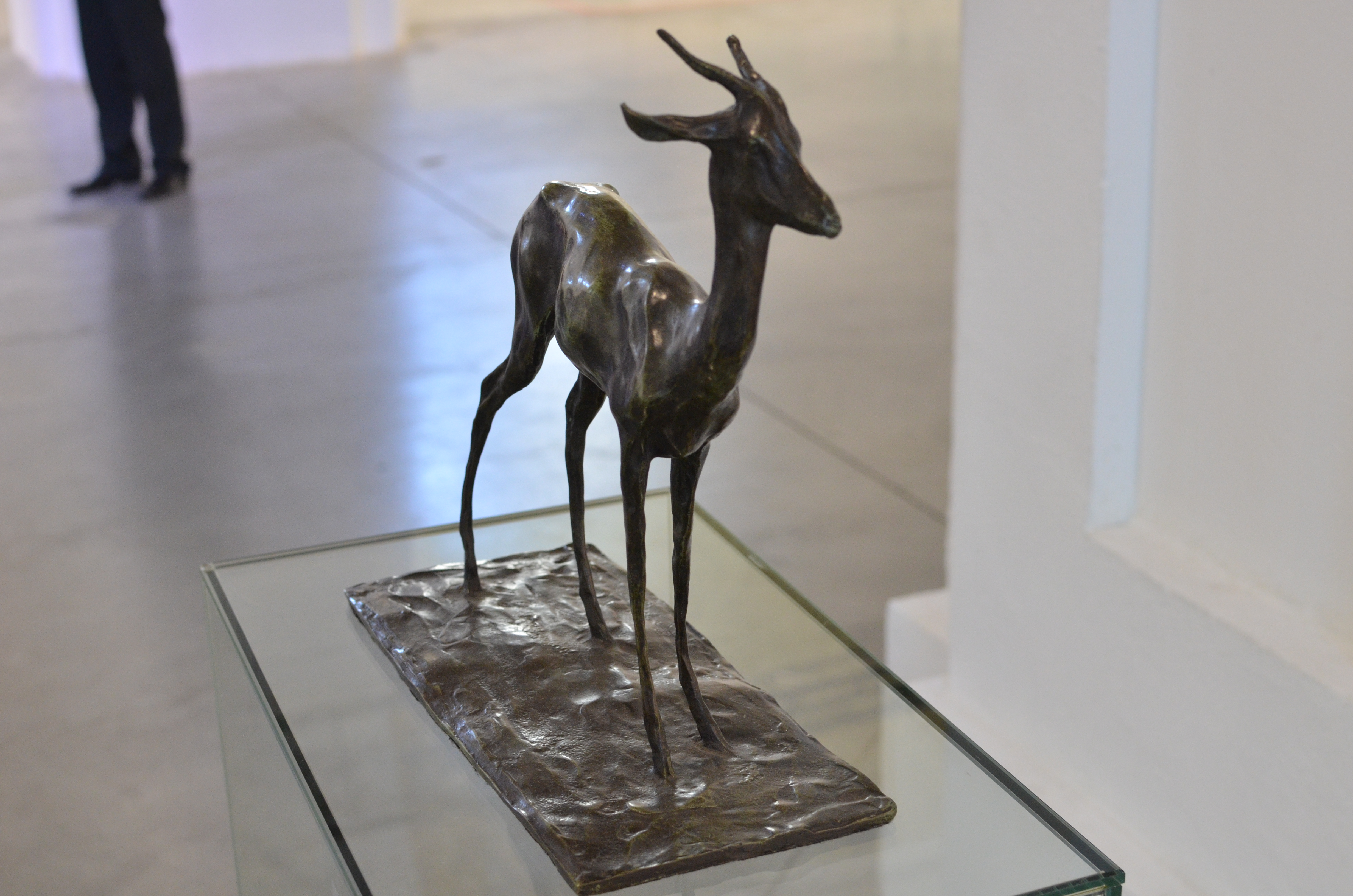
Rodin, Rembrandt Bugatti.
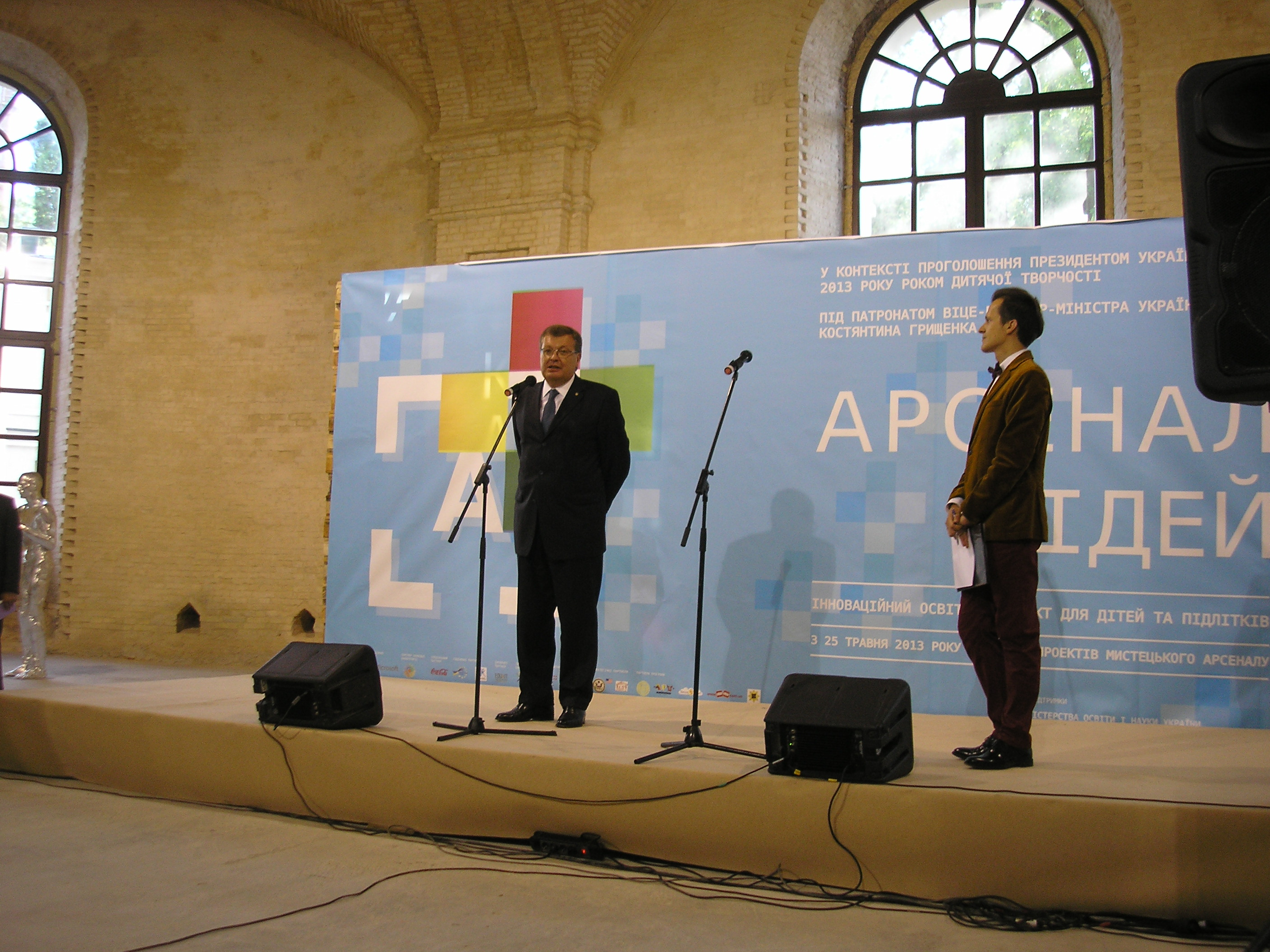
Arsenal book de 2013.
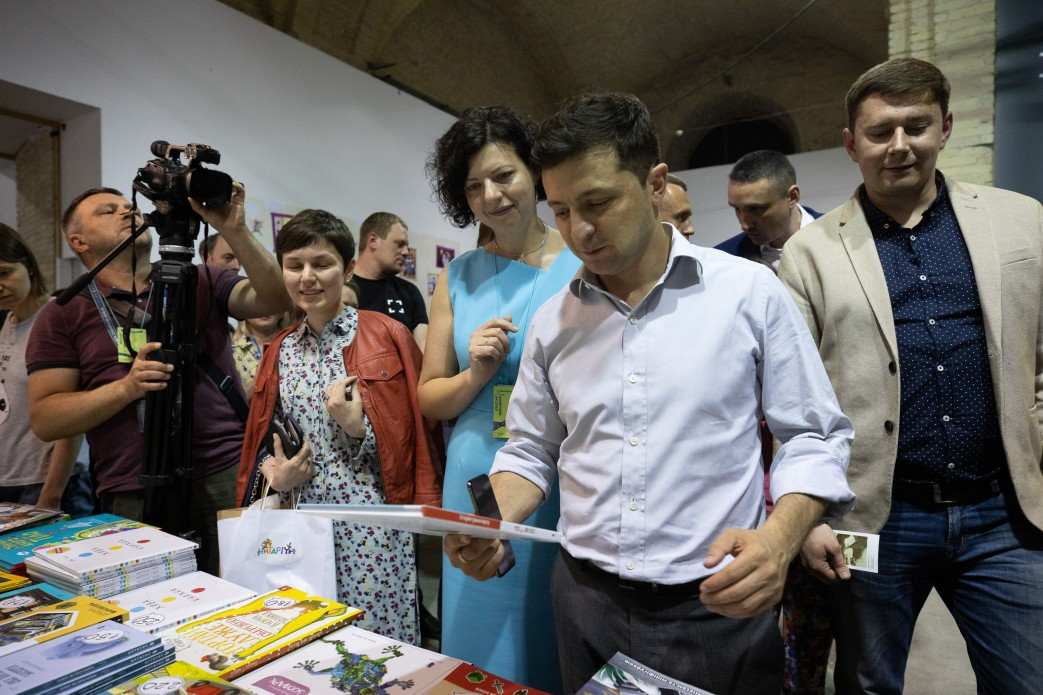
en 2019 avec Volodymyr Zelensky.